# Oceanos
Die Oceanos war ein Kreuzfahrtschiff, das 1991 vor Südafrika sank. Es besaß eine Länge von 153 m und einen Rauminhalt von 14.000 BRT. Das Schiff wurde im Juli 1952 in Bordeaux als Passagier- und Frachtschiff Jean Laborde für die Reederei Messageries Maritimes zu Wasser gelassen. Es durchlief danach mehrere Namenswechsel, bis es von der griechischen Reederei Epirotiki Lines zum Kreuzfahrtschiff Oceanos umgebaut wurde.

## Untergang
Das Schiff war am 3. August 1991 mit 571 Passagieren und Besatzungsmitgliedern auf dem Weg von East London in Südafrika nach Durban. Es befand sich vor der Transkei in einem Sturm, als um 21:30 Uhr ein Explosionsgeräusch im Maschinenraum vernommen wurde, woraufhin das Schiff leckschlug und der Antrieb ausfiel. Durch ein 10 cm großes Loch für ein Entlüftungsrohr, das nach Wartungsarbeiten nicht verschlossen worden war, lief das Meerwasser durch das Schott des Maschinenraums in das Abwassersystem. Aufgrund fehlender Rückschlagventile verteilte sich das Meerwasser durch die Abwasserrohre in den unteren Decks, so dass das Schiff langsam sank.
Der Kapitän Yiannis Avranas entschied sich, das Schiff aufzugeben, war jedoch mit der Situation überfordert und leitete keine koordinierte Rettungsaktion ein. Die Schiffsoffiziere bereiteten die Rettungsboote vor, ohne jedoch den Passagieren Anweisungen zu erteilen oder Hilfestellung zu bieten. Stattdessen versuchten zivile Angestellte auf dem Schiff, darunter der Musiker Moss Hills, die Reiseleiterin Lorraine Betts und der Zauberkünstler Julian Butler, die Passagiere zu betreuen und die Evakuierung zu organisieren.
Da die Oceanos zunehmend Schlagseite bekam, konnten nicht alle Rettungsboote zu Wasser gelassen werden. Die Offiziere, die an der Wasserung beteiligt waren, nutzten die verfügbaren Boote zu ihrer eigenen Rettung. Gegen drei Uhr blieben noch etwa 220 Passagiere und Besatzungsmitglieder ohne nutzbares Rettungsboot zurück, darunter auch der Kapitän. Die freiwilligen Helfer nutzten das Funkgerät auf der unbemannten Brücke, um die Rettung mit anderen Schiffen zu koordinieren.
Gegen 6:30 Uhr trafen die ersten Hubschrauber der South African Defence Force zur Luftrettung ein. Kapitän Avranas reihte sich als einer der ersten in die auf Deck wartende Personengruppe ein. Aufgrund starker Winde und Platz für maximal zwei Hubschrauber nebeneinander zog sich die Rettungsaktion über mehrere Stunden hin. Insgesamt waren 16 Luftfahrzeuge im Einsatz, darunter 13 Transporthubschrauber des Typs Aérospatiale SA 330, die die verbliebenen Personen über eine Seilwinde hochzogen.
Das Schiff sank gegen 15:30 Uhr. Das Wrack liegt auf einer bekannten Position etwa zehn Kilometer südlich von Coffee Bay in 91 m Tiefe. Alle 571 Passagiere und Besatzungsmitglieder überlebten das Unglück.

## Nachwirkungen
Die Tatsache, dass es bei dem Untergang keine Todesopfer gab, war maßgeblich dem mutigen und engagierten Handeln Hills und seiner Begleiter zu verdanken. Mehrere Überlebende äußerten sich wütend über das Verhalten des Kapitäns und der Schiffsoffiziere. Neben seiner Verantwortung zur Rettung von Passagieren und Besatzung missachtete Kapitän Avranas auch die Tradition, dass der Kapitän als letzter von Bord geht. Hierzu erläuterte er später: „Wenn ich den Befehl gebe, das Schiff zu verlassen, ist es egal, wann ich von Bord gehe. Der Befehl gilt für alle. Wenn manche Leute bleiben wollen, so können sie das tun.“
Moss Hills musste etwas mehr als drei Jahre später noch einmal einen Schiffsuntergang miterleben; er war auf der letzten Fahrt des Kreuzfahrtschiffes Achille Lauro als Bordmusiker engagiert, das am 2. Dezember 1994 nach einem Brand und einer daraus resultierenden Explosion sank.